# Łopatyn (gmina)
Gmina Łopatyn – dawna gmina wiejska funkcjonująca w latach 1941–1944 pod okupacją niemiecką w Polsce. Siedzibą gminy był Łopatyn.
Gmina Łopatyn została utworzona przez władze hitlerowskie z terenów okupowanych przez ZSRR w latach 1939–1941 terenów należących przed wojną do powiatu radziechowskiego w woj. tarnopolskim:
- ze zlikwidowanej  gminy miejskiej Łopatyn
- z części zlikwidowanej  gminy Laszków – Batyjów, Chmielno, Kustyn, Podmanastyrek, Rudenko Lackie i Rudenko Ruskie
- z części zlikwidowanej  gminy Sieńków – Baryłów, Kulików i Wolica Baryłowa
- z części zlikwidowanej  gminy Ohladów – Opłucko

Gmina Łopatyn weszła w skład powiatu kamioneckiego (Kreishauptmannschaft Kamionka Strumiłowa), należącego do dystryktu Galicja w Generalnym Gubernatorstwie. W skład gminy wchodziły miejscowości: Baryłów, Batyjów, Chmielno, Kulików, Kustyn, Łopatyn, Opłucko, Podmanastyrek, Rudenko Lackie, Rudenko Ruskie i Wolica Baryłowa.
Po wojnie obszar gminy wszedł w struktury administracyjne ZSRR.